# Les Bisounours : Aventures à Bisouville
 (septembre 2015).
Si vous disposez d'ouvrages ou d'articles de référence ou si vous connaissez des sites web de qualité traitant du thème abordé ici, merci de compléter l'article en donnant les références utiles à sa vérifiabilité et en les liant à la section « Notes et références ».
Les Bisounours
Les Bisounours : Aventures à Bisouville (Care Bears: Adventures in Care-A-Lot) est une série télévisée d'animation américaine-canadien en 52 épisodes de 11 minutes diffusée entre le 15 septembre 2007 et le 6 décembre 2008 sur le réseau CBS et Treehouse TV. 
En France, la série a été diffusée sur France 5 dans Zouzous le 10 août 2009 puis sur Piwi et Gulli.
La série a également été créée sur Vrak au Québec (Intitulée "Les Câlinours : souhaits magiques") le 3 octobre 2007.

## Personnages

### Principaux
- Tougentille (exprimé par Véronique Fyon) est optimiste, extraverti et intelligent. Elle est rose œillet avec un arc-en-ciel comme dessin magique sur son ventre et porte un arc de couleur arc-en-ciel. Elle semble également être le "docteur", comme on le voit dans les épisodes "Touprudent", "Le hoquet bulle" et "Le roi Touronchon".
- Toutacquin (exprimé par Mélanie Dermont), il est déterminé et actif. Il devient souvent accro à une idée et lâche rarement prise (comme on le voit dans les épisodes "Touprudent" et "La vallée de la pluie radieuse"). Il est un peu trop confiant, ce qui lui cause parfois des ennuis. Il a une fourrure jaune soleil avec un soleil comme dessin magique sur son ventre et porte une casquette de baseball rouge.
- Toucâlin (exprimé par Nathalie Hugo) a un comportement innocent, naïf et aérien. Elle est horticultrice, cultivant souvent des fleurs dans un jardin qu'elle possède (avec une connaissance à leur sujet), et porte toujours un sac à main rempli de sucettes à partager avec ses collègues amis Bisounours. Elle est lavande et a deux sucettes croisées comme un X comme dessin magique sur son ventre.
- Touronchon (exprimé par Thierry Janssen) est cynique, amer et assez direct, mais il est un inventeur prolifique en créant des gadgets et des gadgets destinés à faciliter la vie d'un Care Bear, bien que certains de ses gadgets soient absolument absurdes (par exemple, il était travaillant sur un moulin à vent arc-en-ciel dans l'épisode "Le parfum qui rend amoureux"). Chaque fois que Toufou fait des accidents sur lui ou sur sa propriété, il prononce des phrases comme "Maladroit !". Il est bleu ciel et il à un nuage de pluie avec des gouttes de pluie en forme de cœur comme dessin magique sur son ventre.
- Toufou (exprimé par Mélanie Dermont) est maladroit et sujet aux accidents. Il est vert clair et, contrairement aux autres Bisounours, n'a pas de dessin magique sur le ventre; il dessine généralement sur son ventre avec un crayon spécial pour insigne de ventre, souvent celui d'une étoile filante, bien qu'il puisse l'effacer et le modifier en fonction de ses sentiments (comme on le voit dans l'intro).

### Le méchant
- Grizzly (exprimé par Martin Spinhayer) le méchant principal qui ressemble à un Bisounours marron et porte un grand costume en métal. Il déteste les Bisounours parce qu'il ne comprend pas à quoi servent tous leurs soins et souhaite prendre le contrôle de Bisouville Il déploie généralement des robots ou utilise des engins étranges pour mener à bien ses sales actions, mais cela se retourne généralement contre lui. Il présente une mégalomanie , des illusions de grandeur et des symptômes de schizophrénie légère, comme il l'a souvent vu parler à un oiseau inanimé fait de pièces détachées nommé "M. Minus" et lui répondre comme s'il parlait.

### Secondaires
- Roboulon a été construit à l'origine par Grizzly pour fonctionner comme assistant dans la maison de Grizzly. Cependant, à la fin du film "Les Bisounours et le magicroque", il a fait défection aux côtés des Care Bears. Fidèle à son nom, un grand Roboulon peut être trouvé sur sa tête. Il vit avec Toufou et se trouve également généralement aux côtés de Toufou s'il n'est pas occupé à aider Touronchon ou à jouer avec Toutacquin. Roboulon est équipé d' un espace de stockage pour stocker divers objets dont lui ou les autres ours pourraient avoir besoin dans l'épisode, comme sortir un souffleur de feuilles de la même taille que lui.  Il peut également utiliser le même compartiment pour analyser des substances inconnues. 
  - Toubisou (exprimé par Bruno Mullenaerts), un excellent joueur de baseball,  est un peu casse-cou. C'est un bon ami de Toutacquin. Il a une fourrure marron-orange et son dessin magique sur le ventre est en forme de cœur rouge. Il porte également un sac à dos rouge en forme de cœur.
  - Harmonie (exprimé par Marie-Line Landerwijn) pense que, comme les couleurs de l'arc-en-ciel, de nombreuses personnes différentes peuvent se réunir pour créer quelque chose de beau. Elle travaille au Café et a le don de créer de nouveaux bonbons scandaleux. Sa couleur de fourrure est violette et son dessin magique sur le ventre est une fleur au visage souriant avec des pétales de différentes couleurs. Elle porte également un bandeau rose.
  - Toumignon (exprimé par Julie Basecqz), journaliste de la ville et animatrice du site Web "Héros de Bisouville", elle transporte généralement un ordinateur portable avec connexion réseau sans fil et un appareil photo numérique (vu dans les épisodes "La vallée de la pluie radieuse" et "Toufou le héros"). C'est un ours rose pâle et son dessin magique sur son ventre est un cœur entouré de pétales triangulaires. Elle a tendance à écrire en prose violette.
  - Toumagique (exprimé par Géraldine Frippiat ) est très proche des Etoiles et il est démontré qu'il les comprend plus que les autres ours, comme cela a été montré dans les épisodes "La grande fête de l'étoile" et "Le bébé étoile filante", elle a été avec Touronchon dans "Le pouvoir des felurs" et "Le bébé étoile filante" Elle a son propre animal de compagnie etoile, bébé étoile filante. Elle peut parfois être montrée avec Touronchon. C'est un ours turquoise clair et son dessin magique est une étoile filante. Elle porte également un ruban jaune sur ses cheveux.
  - Toudodo (exprimé par Frédéric Meaux) est généralement endormi lorsque les autres ours sont debout (se réveillant seulement pendant de courts instants pour partager ses pensées avant de se rendormir pendant la journée). Cependant, il est complètement éveillé la nuit où il porte une lanterne et fonctionne comme l'ours de garde de nuit de Bisouville, s'assurant que tout le monde dort quand il le faut (comme dans les épisodes "Le ruban de la victoire" et "Le hoquet bulle"). C'est un ours bleu aqua et son dessin magique est un croissant de lune somnolent avec une petite étoile. Il porte également un bonnet de nuit violet et jaune et des chaussons blancs
  - Surprise (exprimé par Raphaëlle Lubansu) aime et aime être surpris, comme dans les épisodes "La grande dispute" et "La statuette", ou surprendre les autres ours, comme dans les épisodes "Le parfum qui rend amoureux." et "Le roi des cocciphores". Elle apparaît souvent dans des endroits inattendus. Elle est un ours violet améthyste et son dessin magique est une étoile sortant d'une boîte
  - Touchérie (exprimé par Sophie Landresse) est un ours qui travaille dans la Librairie, où les autres ours vont s'ils ont des questions ou s'ils ont besoin de temps calme. Elle est un ours rose magenta et son dessin magique est deux cœurs entrelacés. Elle porte également une barrette dans les cheveux assortie à son dessin magique et une écharpe violette. Quand elle parle, elle ponctue tout avec le mot "amour" ou une variante de celui-ci.
  - Touchanceux (exprimé par Mathieu Moreau) est encore un autre ours sans travail connu. Cependant, il peut être vu dans les épisodes "Un petit coup de patte" et "Des papillons dans le ventre", où il aide les autres ours à se préparer pour la célébration. C'est un ours vert trèfle avec un insigne de ventre trèfle.
  - Amigo (exprimé par Aurélien Ringelheim) est le vendeur de glaces de Bisouville, offrant des rafraîchissements dans les prés ou près de l'arbre de rassemblement où jouent les ours. C'est un ours rouge-orange avec une fleur de soleil tropicale comme dessin magique sur son ventre. Fidèle à son nom, il parle avec un accent hispanique et utilise souvent des mots espagnols (ce qui signifie qu'il peut parler l'espagnol latin).
  - Touamie (exprimée par Tania Garbarski)  travaille à l'épicerie (comme on le voit dans l'épisode "Toufou la chance") et est un ours très serviable qui croit que les amis sont éternels. Elle est un ours orchidée et son insigne de ventre est un cœur et une étoile reliés par un arc-en-ciel.
  - Tousourire (exprimée par Carole Baillien) est un ours qui adore faire rire les autres. C'est un ours orange foncé et son dessin magique est une étoile souriante avec trois cœurs roses.
  - Toucopain (exprimé par Maia Baran) est un ours jaune-orange avec une fleur dans les cheveux et son dessin magique représente deux tournesols entrelacés. Elle apparaît dans les épisodes "L'anniversaire de Touchérie", "Le pouvoir des Fleurs", "La grande fête de l'étoile" et "Le grand concours".
  - Touchampion (exprimé par Aurélien Ringelheim)  est un ours bleu royal très sportif avec un insigne de ventre trophée.
  - Cumulus et Nimbus  Sont deux personnages secondaires en apparence de Nuages anthropomorphes.

est l’un des personnages secondaires
Références